# Смертельна зброя (телесеріал)
Смертельна зброя (англ. Lethal Weapon) — американський комедійно-драматичний серіал-бойовик. Знятий на основі однойменної серії фільмів (1987—1998) Шейна Блека. Прем'єра першого сезону відбулася 21 вересня 2016 року на каналі Fox. 26 вересня 2017 року відбулася прем'єра другого сезону, 25 вересня 2018 — третього.

## Сюжет
| Сезон | Епізоди | Епізоди | Оригінальний показ | Оригінальний показ |
| Сезон | Епізоди | Епізоди | Перший показ       | Останній показ     |
| ----- | ------- | ------- | ------------------ | ------------------ |
| 1     | 18      | 18      | 21 вересня 2016    | 15 березня 2017    |
| 2     | 22      | 22      | 26 вересня 2017    | 8 травня 2018      |
| 3     | 15      | 15      | 25 вересня 2018    | 26 лютого 2019     |

Серіал розповідає про Мартіна Ріггса, колишнього морського котика Військово-морських сил США, який, втративши в автокатастрофі свою вагітну дружину, вирішує вступити на службу у Департамент поліції Лос-Анджелеса, де його новим напарником стає Роджер Мерта, який спершу скептично ставиться до Мартіна, що проявляє суїцидальні тенденції та йде на божевільні ризики під час затримання злочинців. Однак, згодом Ріггс і Мерта стають друзями та починають покладатися один на одного, оскільки під час розслідувань вони часто потрапляють у небезпечні ситуації, що загрожують їхнім життям і потребують командної роботи.

## Головний акторський склад
- Деймон Веянс — Роджер Мерта, старший детектив Департаменту поліції Лос-Анджелеса, який знову повертається на службу, переживши серцевий напад, спричинений важкими пологами дружини. Напарник Мартіна Ріггса, який своєю екстремальною вдачею допомагає йому почувати себе більш «живим». Одружений, має трьох дітей.[4].
- Клейн Кроуфорд — Мартін Ріггс,техаський рейнджер з Ель-Пасо, колишній морський котик Військово-морських сил США. Після смерті вагітої дружини в автокатастрофі, переселяється до Лос-Анджелеса, де притуплює своє горе таблетками та алкоголем і знаходиться за крок від самогубства. Після переїзду, влаштувався на роботу до Департаменту поліції Лос-Анджелеса, де його напарником став Роджер Мерта.[5].
- Джордана Брюстер — доктор Морін Кехілл, психолог, яка намагається допомогти Ріггсу побороти психологічну травму, спречинену смертю його дружини.[6].
- Кіша Шарп — Тріш Мерта, дружина Роджера і матір його дрьох дітей. Успішний юрист, який спеціалізується на кримінальних справах.[7].Познайомилася з Роджером, коли той працював патрульним і виписав їй штраф за перевищення швидкості.
- Кевін Рам — капітан Брукс Ейвері. Колишній напарник Роджера[8]. Виконує одну з найважчих робіт в департаменті — вирішує політичні проблеми, спричинені діями Ріггса та Мерта.
- Джонатан Фернандес — Скорсезе, судмедексперт, який працює разом із Роджером та Мартіном.[9][10]. «Скорсезе» — його прізвисько, оскільки під час служби він пише сценарії фільмів та мріє про Голлівуд.
- Мішель Мітченор — детектив Соня Бейлі, працює у відділі важких злочинів, напарниця Алекса Круза.
- Данте Браун — Роджер «АрДжей» Мерта-молодший, син Роджера і Тріш.
- Чендлер Кінні — Ріана Мерта, дочка Роджера і Тріш.